# エニスキレン
エニスキレン (Enniskillen) は、イギリス、北アイルランドのファーマナ・アンド・オマー行政区の中心都市。
上エルネ湖と下エルネ湖の間にある。2001年の国勢調査における人口は1万3599人であった。エニスキレン城がある。

## 姉妹都市
- ビーレフェルト、ドイツ

## 出身人物
- ワイルド・アンガス - プロレスラー
- ボビー・カー - 陸上競技選手
- ロイ・キャロル - サッカー選手
- エイドリアン・ダンバー - 俳優
- ジョアン・トリンブル - 女流作曲家
- マイケル・マクガヴァン - サッカー選手